# Pellobunus mexicanus
Pellobunus mexicanus is een hooiwagen uit de familie Samoidae.